# Pedioplanis
Pedioplanis é um género de répteis escamados pertencente à família Lacertidae.

## Espécies
- Pedioplanis benguelensis
- Pedioplanis breviceps
- Pedioplanis burchelli
- Pedioplanis gaerdesi
- Pedioplanis husabensis
- Pedioplanis laticeps
- Pedioplanis lineoocellata
- Pedioplanis namaquensis
- Pedioplanis rubens
- Pedioplanis undata